# 1964 (album)
Pour les articles homonymes, voir 1964 (homonymie).
Albums de Miossec
Brûle
(2001) L'Étreinte
(2006)
1964 est le cinquième album de Christophe Miossec paru le 1er mars 2004 sur le label PIAS.

## Histoire
Album attendu de Miossec après plus de trois années de silence, il s'agit de l'album de la quarantaine, comme le suggère son titre, qui fait référence à l'année de naissance de l'artiste. Il est produit par Jean-Louis Piérot des Valentins. Quatre des chansons de 1964 sont accompagnés par l'Orchestre lyrique d'Avignon et arrangés par Joseph Racaille.
Les derniers mots de la coiffeuse dans le film de Patrice Leconte Le Mari de la coiffeuse (1990) ont inspiré la chanson Je m'en vais.
Pour ses vingt ans, l'album fait l'objet d'une réédition qui sort le 8 novembre 2024, avec en complément l’album dans sa version originale enregistrée aux studios Miraval avec l’Orchestre lyrique d’Avignon, qui n'avait jamais été éditée,,,.

## Liste des titres de l'album
Toutes les paroles sont écrites par Christophe Miossec.
| No  | Titre                     | Musique                             | Durée |
| --- | ------------------------- | ----------------------------------- | ----- |
| 1.  | Je m'en vais              | Christophe Miossec                  | 4:28  |
| 2.  | Rose                      | Christophe Miossec                  | 3:12  |
| 3.  | Brest                     | Christophe Miossec                  | 3:00  |
| 4.  | Essayons                  | Christophe Miossec et Yan Péchin    | 4:12  |
| 5.  | Ta chair ma chère         | Christophe Miossec et Yan Péchin    | 3:38  |
| 6.  | Rester en vie             | Christophe Miossec                  | 4:13  |
| 7.  | Le Stade de la résistance | Jean-Louis Piérot et Édith Fambuena | 3:55  |
| 8.  | Désolé pour la poussière  | Christophe Miossec et Yan Péchin    | 4:44  |
| 9.  | En quarantaine            | Christophe Miossec                  | 2:29  |
| 10. | Dégueulasse               | Christophe Miossec et Yan Péchin    | 4:00  |
| 11. | Les Gueules cassées       | Christophe Miossec                  | 3:07  |
| 12. | Pentecôte                 | Christophe Miossec                  | 4:08  |

## Classements
| Chart    | Meilleur classement | Nombre de semaines dans le Top 50 | Certification |
| -------- | ------------------- | --------------------------------- | ------------- |
| France   | 4                   | 51                                |               |
| Belgique | 8                   | 14                                |               |
| Suisse   | 70                  | 5                                 |               |